# Osiedle Wilno
Osiedle Wilno – zespół mieszkaniowy w warszawskiej dzielnicy Targówek, na obszarze MSI Elsnerów.

## Opis
Osiedle Wilno składa się z budynków mieszkalnych wielorodzinnych o od 4 do 5 kondygnacjach. Autorem projektu jest pracownia Hermanowicz Rewski Architekci, a inwestorem spółka Dom Development. Osiedle wpisuje się w nurt nowego urbanizmu.
Osiedle zajmuje obszar 10,6 hektara i jest przewidziane na ok. 1450 mieszkańców. Charakteryzuje się niską intensywnością zabudowy i dużymi mieszkaniami. Towarzyszą mu tereny zielone. Główną oś osiedla stanowi ulica Wierna. Budowa zespołu mieszkaniowego zaczęła się w 2009 roku.
Na terenie osiedla znajdują się prace artystyczne, m.in. płaskorzeźby autorstwa Małgorzaty Margoły i fontanna z rzeźbami wykonanymi przez Bartłomieja Kurzeję.
Osiedle uzyskało drugie miejsce w konkursie „Najlepszy Projekt Mieszkaniowy 2012–2015” organizowanym przez Polski Związek Firm Deweloperskich w kategorii „Zespół budynków wielorodzinnych”.

## Komunikacja
Zespół mieszkaniowy powstał w połączeniu z przystankiem kolejowym Warszawa Zacisze Wilno. Został on sfinansowany przez dewelopera. Ponadto osiedle obsługiwane jest przez warszawskie linie autobusowe.